# Dyacopterus spadiceus
Dyacopterus spadiceus — вид рукокрилих, родини Криланових. 

## Середовище проживання
Країни поширення: Індонезія, Малайзія, Філіппіни, Таїланд. Проживає в низинних і гірських лісах.

## Стиль життя
Це високого польоту рукокрилий. Лаштує сідала невеликими групами в папороті, в дуплах дерев і печерах.

## Загрози та охорона
На вид впливає вирубка лісу в результаті розширення сільського господарства, лісозаготівель, плантації, і лісові пожежі, протягом більшої частини його ареалу, особливо в низинах. Вид зустрічається в ряді охоронних районів в усьому діапазоні.